# تور لوس
تور لوس (به انگلیسی: Brat Tour) (که برای تاریخ‌های برگزیدهٔ آرنا به آن تور آرنای لوس نیز گفته می‌شود) چهارمین تور کنسرت انفرادی خواننده-ترانه‌پرداز انگلیسی چارلی ایکس‌سی‌ایکس می‌باشد که به‌منظور حمایت از ششمین آلبوم استودیویی وی تحت عنوان لوس (۲۰۲۴) برگزار شده‌است. این تور در ۲۷ نوامبر سال ۲۰۲۴ در منچستر، انگلستان آغاز گردید و قرار است در ۱۰ اوت سال ۲۰۲۵ در هلسینکی، فنلاند پایان یابد.